# Samuel Emil Blum
Samuel Emil Blum (Nova Iorque, 28 de agosto de 1920 — 9 de janeiro de 2013) foi um químico e físico estadunidense.